# Lamprosticta
Lamprosticta là một chi bướm đêm thuộc họ Noctuidae.

## Loài
- Lamprosticta culta (Denis & Schiffermüller, 1775)